# Linguistic Landscape

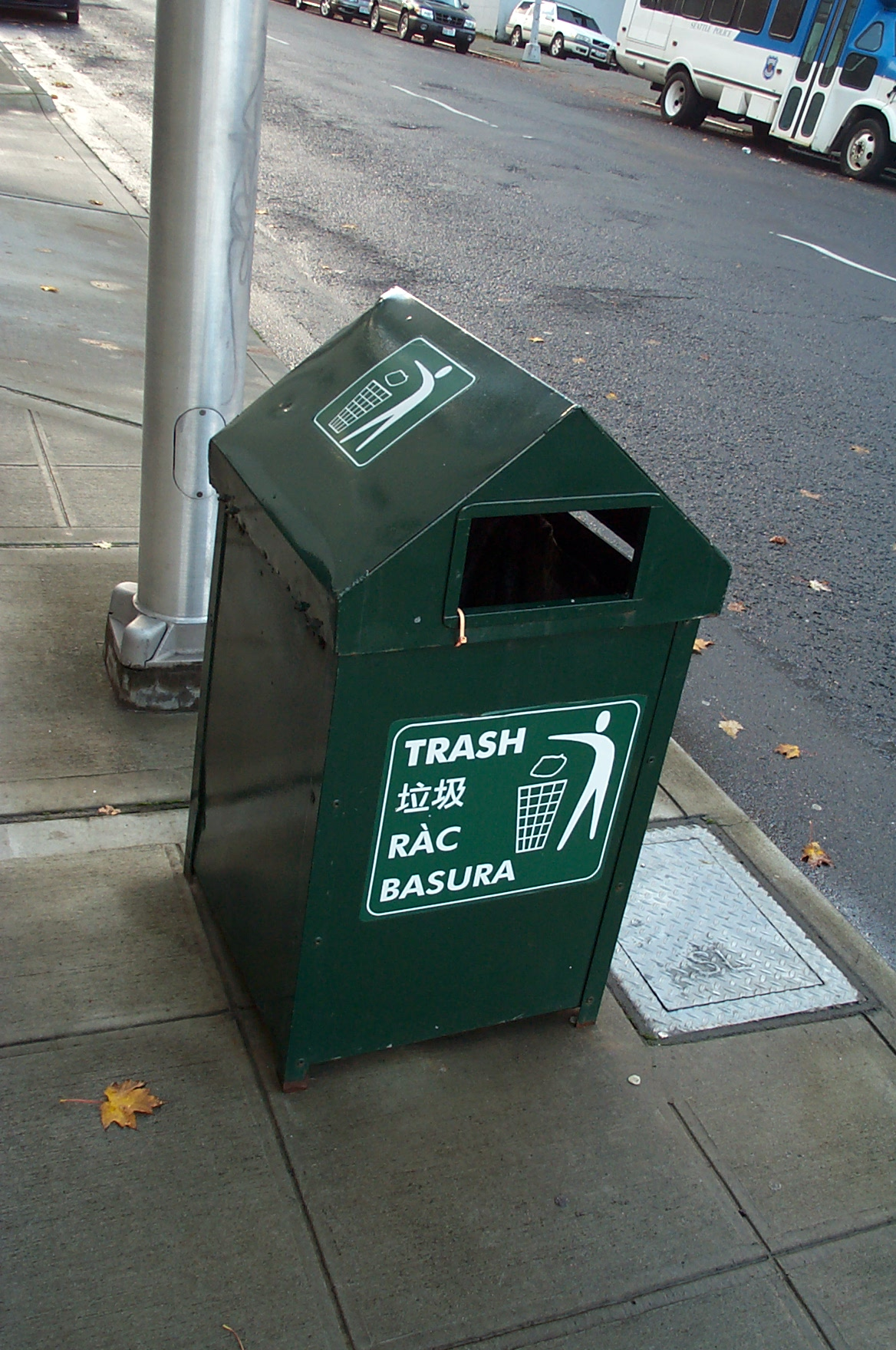
Ein Abfalleimer in Seattle, der in vier Sprachen beschriftet ist: Englisch, Chinesisch, Vietnamesisch, Spanisch.

Linguistic Landscape („Sprachlandschaft, linguistische Landschaft“) ist die Bezeichnung eines Forschungsgebiets, das sich mit der Sichtbarkeit und Wahrnehmbarkeit von schriftlicher Sprache im öffentlichen Raum beschäftigt. Mit Hilfe dieses Konzeptes kann untersucht werden, wie sich die Verwendung verschiedener Schriftsprachen in multilingualen Gesellschaften unterscheidet. Die Forschungsrichtung ist angesiedelt im Schnittbereich von Soziolinguistik, Soziologie, Geographie und Medienstudien.

## Entwicklung des Forschungsgebiets
Mit anderen wissenschaftlichen Disziplinen verglichen, handelt es sich bei der Linguistic Landscape-Forschung um eine relativ junge Forschungsrichtung. Neben einigen Studien, die sich dem Phänomen aus dialektologischer Sicht gewidmet haben, gilt vor allem ein Aufsatz von Yoshua Rosenbaum als wichtige Vorläuferstudie. Erstmals namentlich erwähnt wird der Begriff „Linguistic Landscape“ schließlich 1997 in dem Aufsatz Linguistic Landscape and Ethnolinguistic Vitality. An Empirical Study von Rodrigue Landry und Richard Y. Bourhis.
In den darauf folgenden Jahren sind weltweit eine Vielzahl wissenschaftlicher Studien im Bereich der Linguistic Landscape-Forschung entstanden. Sie beschäftigen sich unter anderem mit der Analyse von Sprachlandschaften in Israel, Belgien, Kanada, Spanien, den Niederlanden und Japan. Dabei hat sich bisher jedoch keine einheitliche Methodik durchgesetzt, was die Vergleichbarkeit der Studien erheblich einschränkt. So bestehen unterschiedliche Meinungen, hinsichtlich der Definition von der konstituierenden Einheit „Schild“ und bezüglich der Analysekategorien. Wichtige Elemente der meisten Studien sind jedoch die Frage der Wirkrichtung (Top-Down oder Bottom-Up) sowie die Funktion der Sprache im öffentlichen Raum, denn neben dem informativen Gehalt einer semiotischen Gestaltung von Räumen besitzen beispielsweise Straßenschilder oder Werbeplakate etc. symbolische Absichten und Wirkungen. Das besondere Forschungsinteresse richtet sich somit auf das Verhältnis von Sprachverwendung und Machtverhältnissen – insbesondere in Gesellschaften mit ethnischer und kultureller Diversität.

## Forschungslage im deutschsprachigen Raum
Die Sprachlandschaften des deutschsprachigen Raums waren lange Zeit schlecht erforscht. In der jüngeren Vergangenheit sind einige umfangreichere Studien veröffentlicht worden, die dieses Thema behandeln. Eine Untersuchung zum Hamburger Stadtteil St. Georg erweitert das Konzept der Linguistic Landscape um die Linguistic Soundscape – die hörbare Sprache im öffentlichen Raum. Im Rahmen des Projekts „Metropolenzeichen“ werden dagegen die Linguistic Landscapes der Städte Dortmund, Duisburg, Essen und Bochum untersucht, wobei der Fokus jeweils auf migrationsbedingter Mehrsprachigkeit liegt. Hinsichtlich der beiden Städte Kiel und Rostock wurde hingegen untersucht, ob sich die unterschiedliche Migrationsgeschichte von BRD und DDR bis heute auf die Linguistic Landscape auswirkt. Daneben existieren kleinere qualitative Studien zu Münster, dem Wiener Naschmarkt und Berlin-Prenzlauer Berg, sowie eine interaktive Karte der Stadt Graz.

## Beispiele

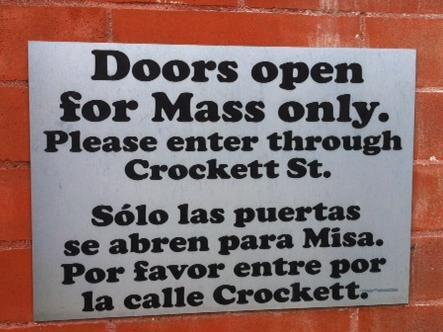
Englisch-Spanisches Schild an der Cathedral Santuario de Guadalupe in Dallas, Texas. In dem Ort wohnen Spanisch- und Englischsprecher.
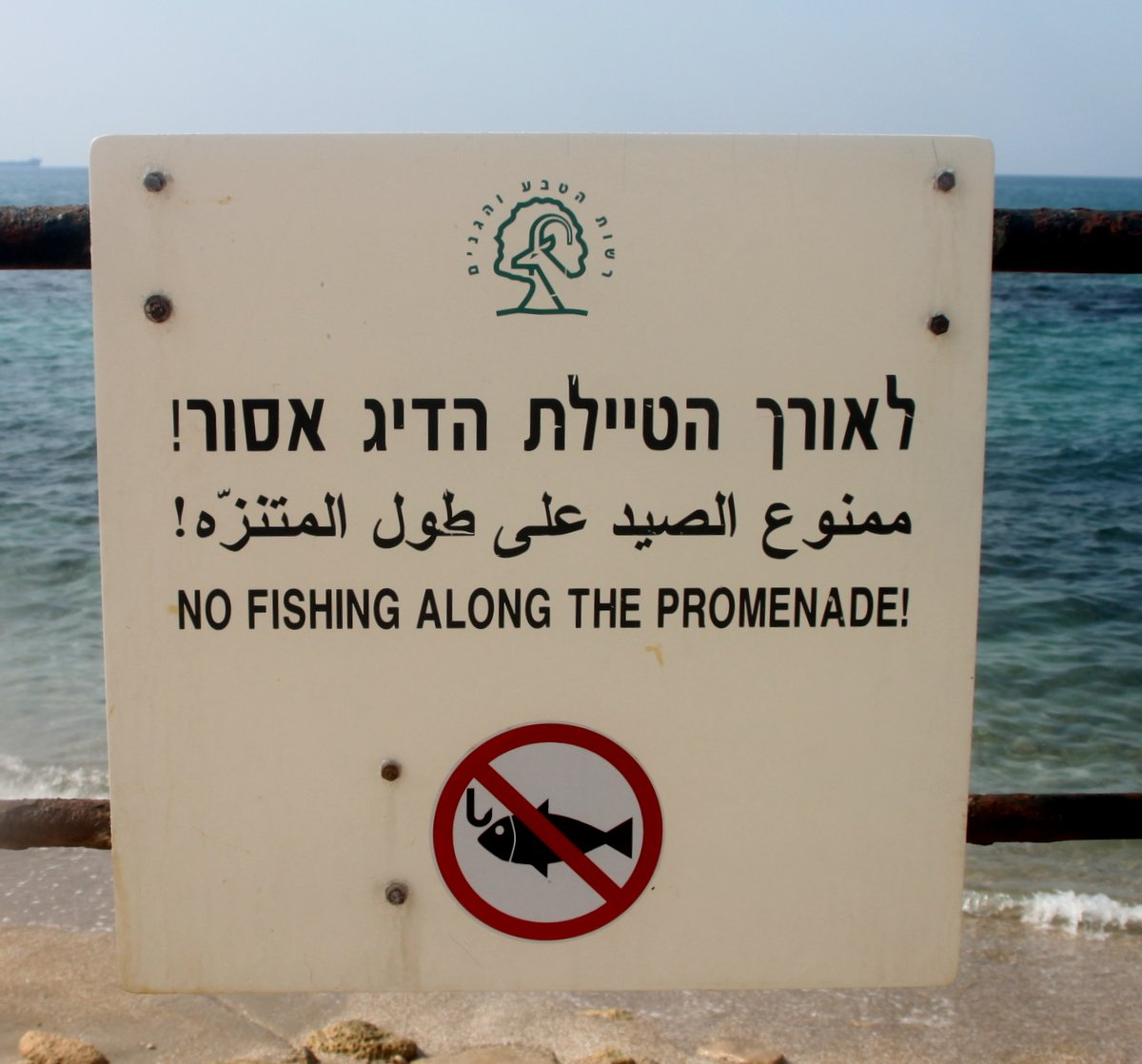
Dreisprachiges Schild in Israel.
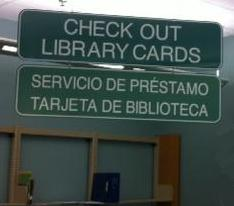
Ein Schild in einer Bücherei in Texas. Die Stadtbücherei hat viele spanischsprachige Bücher angeschafft und spanischsprachige Schilder angebracht.
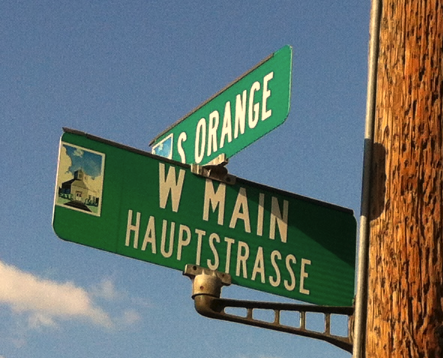
Fredericksburg, Texas wurde von Deutschen gegründet. Der Ort nutzt das Deutsche für touristische Zwecke.
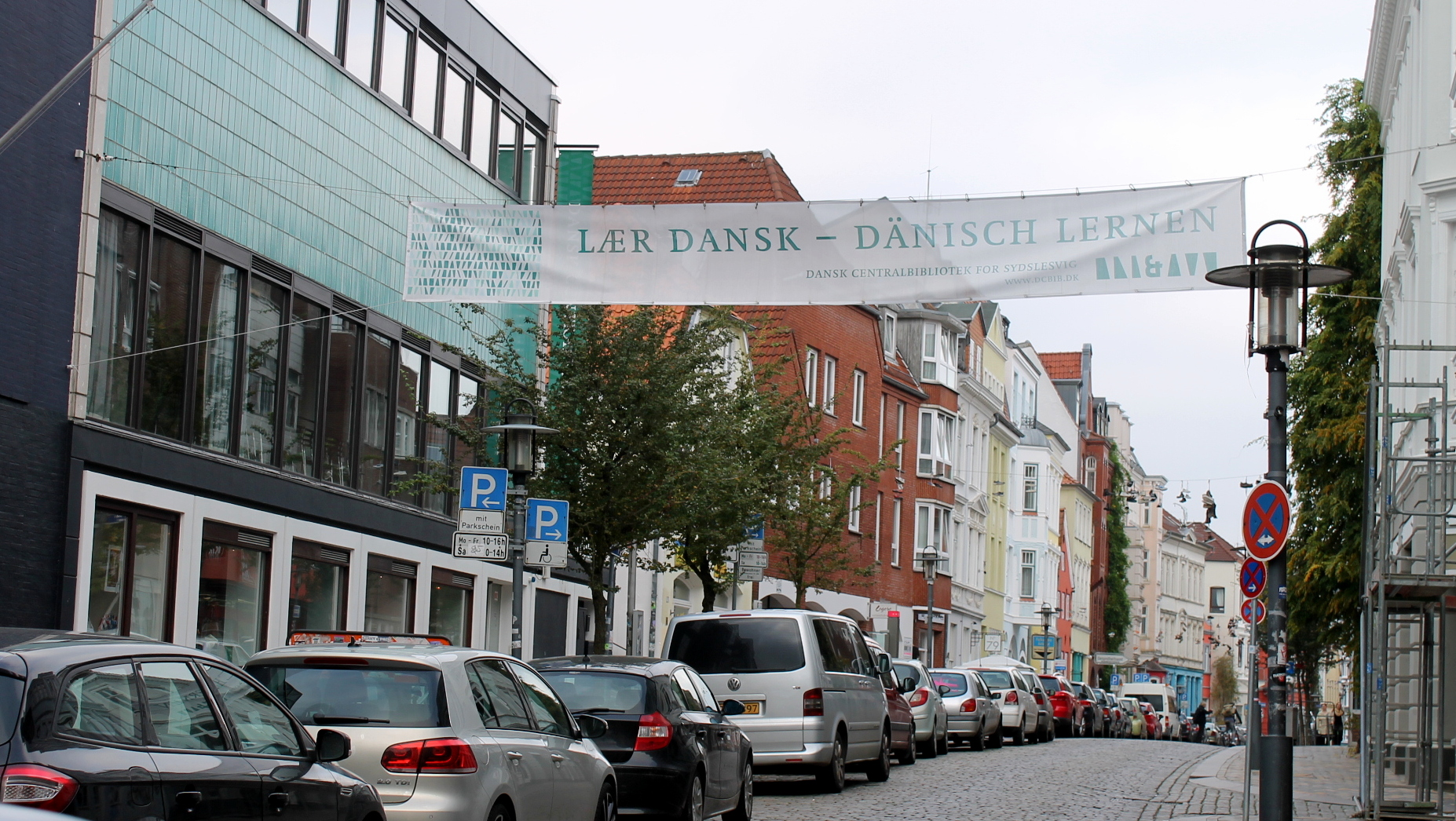
Banner mit der Aufschrift "Lern Dänisch" in Flensburg, wo das Dänische offiziell als Regionalsprache anerkannt ist.
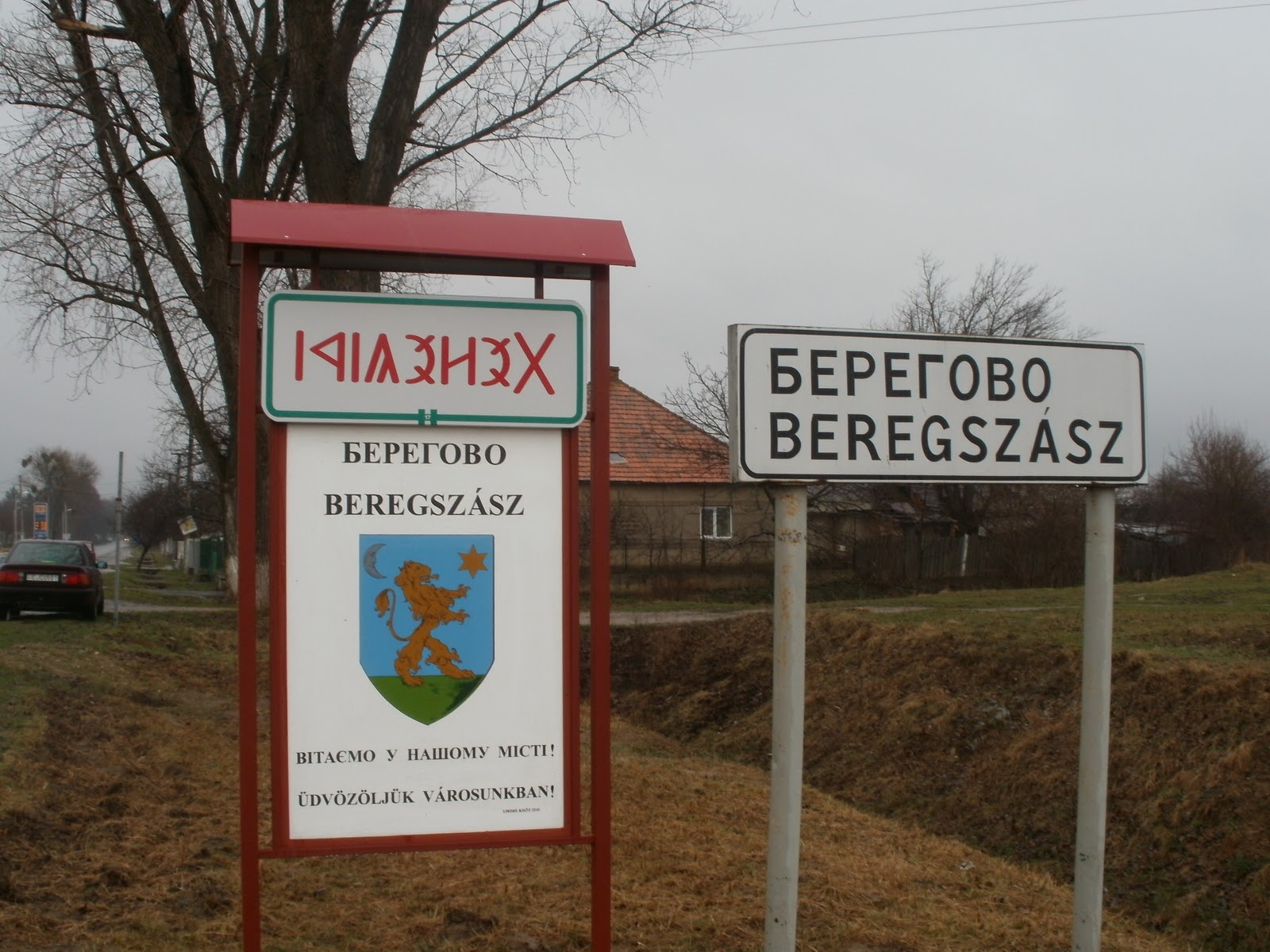
Zweisprachiges Schild in drei unterschiedlichen Schreibweisen an der Ungarisch-Ukrainischen Grenze.
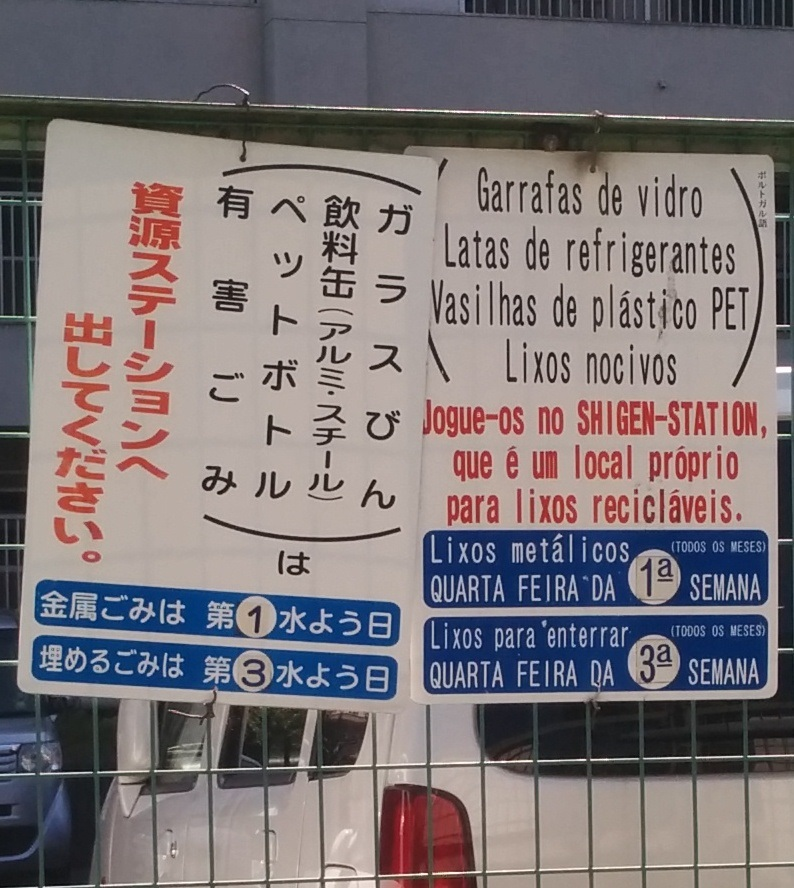
Schild auf Japanisch und Portugiesisch im Homi Wohnkomplex in Toyota, Japan.
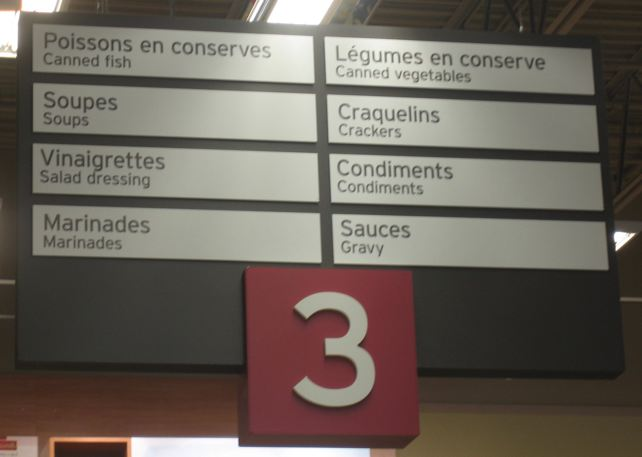
Zweisprachiges Schild in einem Supermarkt von Quebec. Französisch ist als dominante Sprache markiert.
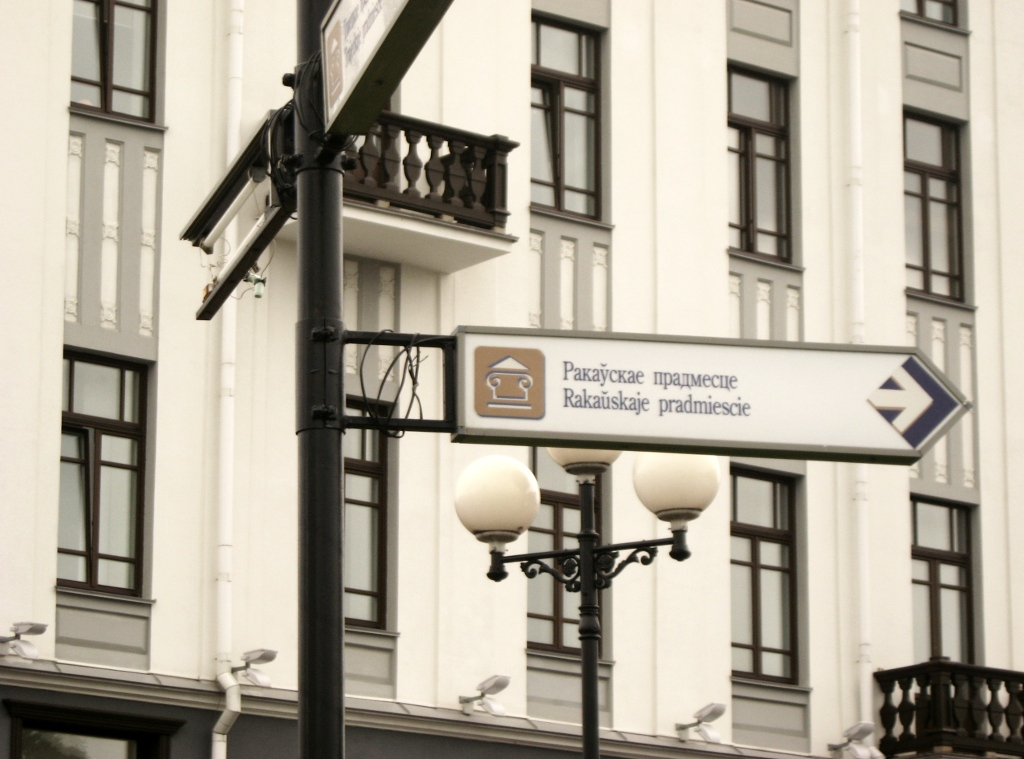
Einsprachiges Schild mit zwei Schreibweisen in Minsk, Belarus.
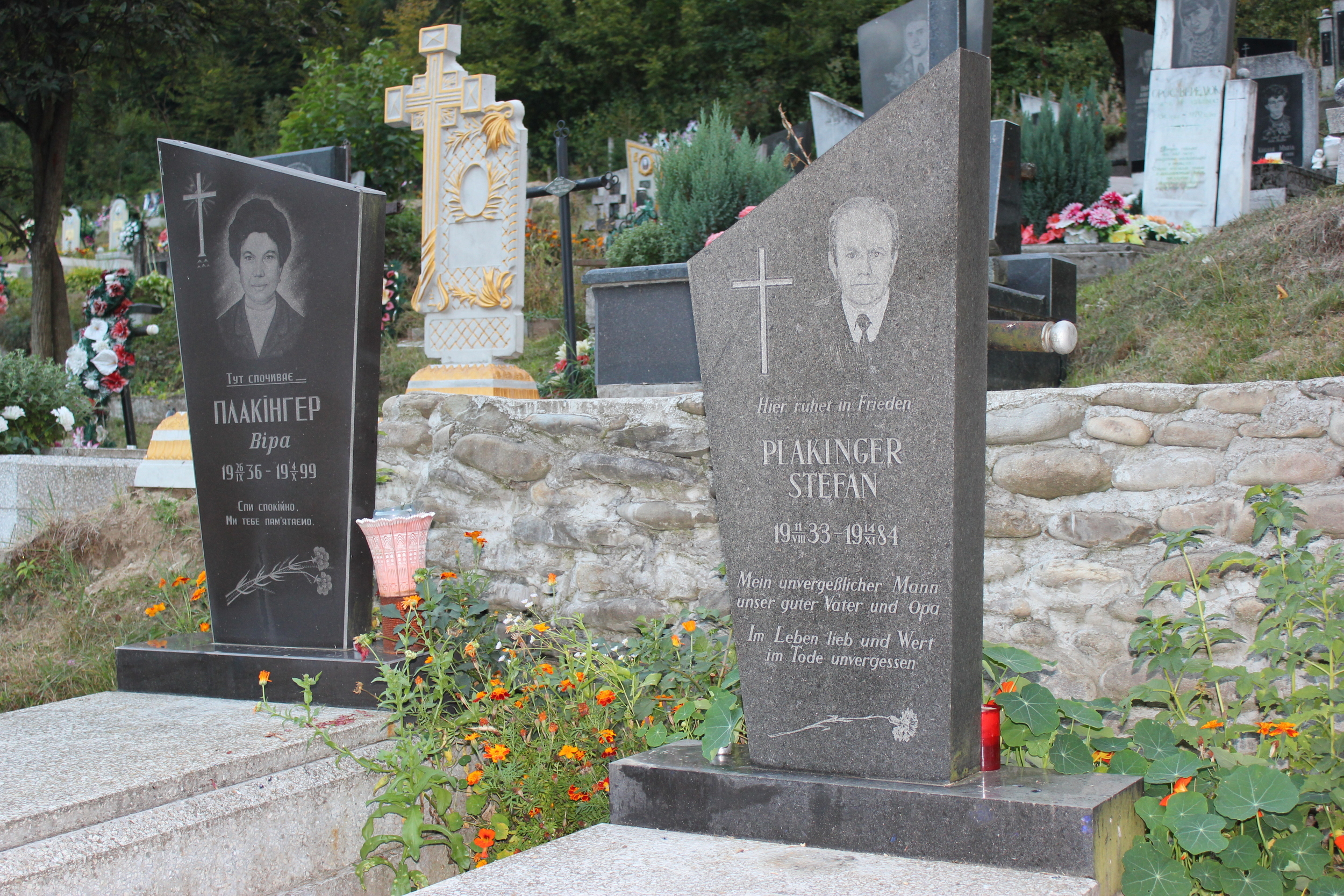
Auch Friedhöfe können Untersuchungsgegenstand sein. In Ust-Tschorna (Ukraine) zeigen sich teils selbst auf den Grabsteinen von Ehepaaren unterschiedliche Sprachen.